# 喻克力
喻克力（2005年6月1日—），中国足球运动员，司职中场，效力于广州足球俱乐部。

## 俱乐部生涯
喻克力在2012年进入恒大足球学校，随后在该校赢得了多项荣誉和比赛。 2021年10月，他转会到西班牙球队莫拉塔拉兹，并于10月3日完成首秀。一个月后，他为U19青年队打进了一个远距离射门，这是他在西班牙的第一个进球，让球队在客场1-0取胜。后来他继续为莫拉塔拉斯打进三个进球。
尽管他在西班牙的职业生涯开局不错，但他还是于2022年8月离开了莫拉塔拉兹，返回中国。   在2023赛季开始前，喻克力在前东家广州队注册。 

## 职业统计

### 俱乐部
最後更新：25 April 2023.
| 俱乐部   | 赛季     | 联赛     | 联赛 | 联赛 | 杯赛 | 杯赛 | 其他 | 其他 | 合计 | 合计 |
| 俱乐部   | 赛季     | 级别     | 出场 | 进球 | 出场 | 进球 | 出场 | 进球 | 出场 | 进球 |
| -------- | -------- | -------- | ---- | ---- | ---- | ---- | ---- | ---- | ---- | ---- |
| 广州     | 2023     | 中甲联赛 | 0    | 0    | 0    | 0    | 0    | 0    | 0    | 0    |
| 生涯总计 | 生涯总计 | 生涯总计 | 0    | 0    | 0    | 0    | 0    | 0    | 0    | 0    |

笔记